# Brian Barron
Brian Barron Munro (Bristol, 28 de abril de 1940 - St Ives, Cornualles, 16 de septiembre de 2009) fue un corresponsal de guerra británico para la BBC.
Durante una carrera de cinco décadas ha informado sobre muchos eventos más importantes del mundo, incluyendo el fin del dominio británico en Adén, la guerra de Vietnam, el conflicto de Irlanda del Norte, la guerra del Golfo de 1991 y la guerra de Irak de 2003. Recibió el premio al Periodista del Año por la Royal Television Society en 1980 y el Premio Internacional de Información por su trabajo en América Latina. 
Fue nombrado miembro de la Orden del Imperio Británico por sus servicios a la radiocomunicación en el año 2006.